# Ossenwaard
Ossenwaard est un hameau situé dans la commune néerlandaise de Vijfheerenlanden, dans la province d'Utrecht.
Le hameau d'Ossenwaard est situé sur une île fluviale dans la rivière de Lek. Quoique l'île appartienne à la commune de Vianen, elle n'est accessible que depuis Tull en 't Waal, sur l'autre rive.